# مقاطعة هاميلتون (كانساس)
مقاطعة هاميلتون (بالإنجليزية: Hamilton County)‏ هي إحدى المقاطعات في ولاية كانساس، الولايات المتحدة الأمريكية.